# 艾吉哈佐什凯瑟
艾吉哈佐什凯瑟，是匈牙利维斯普雷姆州所辖的一个村，总面积20.12平方公里，总人口492，人口密度24.5人/平方公里（2010年1月1日）。